# Lars Åke Lundberg
Lars Åke Alfhons Lundberg, född 23 augusti 1935 i Vänersborgs församling, Älvsborgs län, död 22 maj 2020 i Farsta distrikt, Södermanlands län, var en svensk präst, kompositör och vissångare.

## Biografi
Lundberg vistades två somrar som sommarbarn hos Lapp-Lisa i Hedemora och har själv angett henne som en av sina avgörande inspiratörer.
Lundberg påverkades under 1960-talet av sekulariseringsteologin som framhåller att det för en kristen människa inte finns något som är mer heligt än något annat. I linje med detta hörde dans, dramatik och profan musik också till gudstjänsten och människans kulturella, sociala och politiska nöd måste få finnas i centrum. Med denna grundsyn skapade Lundberg tillsammans med prästen Ragnar Wittgren de jazzmässor som började firas först i Gustav Vasa 1966 och senare i Stefanskyrkan i Stockholm. Det var här tillåtet att uttrycka oro, tvekan och till och med otro, och Lundberg tonsatte vid denna tid Britt G. Hallqvists psalm "Jag kom inte hit för att jag tror, jag kom hit för jag behöver dig".
Lundberg har komponerat mängder av melodier, framför allt till texter av Margareta Melin och Anders Frostenson. Mellan 1979 och 1987 var Lundberg förlagsredaktör. Som präst har han varit komminister i Österhaninge församling, stiftsadjunkt i Stockholms stift,  kyrkoherde i Kungsholms församling och fängelsepräst på anstalten Österåker. Under perioden som stiftsadjunkt hade han som uppgift att utforma nya gudstjänstformer.
Han har turnerat som vissångare och har sjungit in ett flertal kassetter och CD-skivor, den mest kända kanske "Vi sätter oss i ringen". Lundberg uttryckte ett barnperspektiv, där det var viktigt att barnen skulle rymmas i gudstjänsten på samma villkor som vuxna, och där barnens sång "inte bara var gulligt, det var på riktigt".
Under sin tid som fängelsepräst i Österåker 1993–2001 var han med om att arbeta fram sinnesrogudstjänster i Allhelgonakyrkan. Han hade ett stort engagemang för utsatta grupper i samhället och var en viktig länk mellan kyrkorna och tolvstegsrörelserna.
Han finns representerad i 1986 års psalmbok med textbearbetningar/översättningar av två verk (nr 75 och 154) samt musiken till nio verk (nr 289, 532, 600, 605, 606, 607, 608, 609 och 612).
Lars Åke Lundberg är begravd på Skogskyrkogården i Stockholm.

## Utmärkelser
- H.M. Konungens medalj i guld av 8:e storleken (Kon:sGM8, 2009) för betydelsefulla insatser inom kyrkans sociala och andliga arbete[10]

## Psalmer
- Advent är mörker och kyla (1986 nr 609) tonsatt 1970
- Det gungar så fint (1986 nr 606) tonsatt 1982
- Dina händer är fulla av blommor (1986 nr 154) översatt 1972
- Folken på jorden har olika färg (nr 700 Psalmer och sånger)
- Gud bor i ett ljus (1986 nr 605) tonsatt 1970
- Gud, du är inte i min värld
- Gud tillhör äran
- Guds kärlek är som stranden och som gräset (1986 nr 289) tonsatt 1968
- Jag kom inte hit för att jag tror (1986 nr 532) tonsatt 1967
- Jag är hos dig, min Gud (1986 nr 607) tonsatt 1970
- När vi delar det bröd som han oss ger (1986 nr 75) översatt 1972
- Sorlet har dött, tonsatt (ej versionen i koralboken)
- Uppstått har Jesus, hurra, hurra (1986 nr 612) tonsatt 1972
- Vi ville dig se, så grekerna bad (1986 nr 600)
- Vi sätter oss i ringen (1986 nr 608) tonsatt 1970

## Skivor
- Det finns en glädje (1967)
- Mitt ibland oss (1969)
- Allt är ditt (1970)
- Vi sätter oss i ringen (1972)
- Jorden är ett klot (1976)
- Guds kärlek är som stranden - samlingsskiva (1976)
- Trädet. Sånger om frihet, tvivel och tro. (1976)

Utöver detta flera EP-skivor och medverkan på samlingsskivor.

## Böcker (i urval)
- Personligt om tro (1974)
- Gudstjänst för människan - medförfattare (1974)
- Bönen - Hoppets språk (1984)
- Barnens bönbok (1991)
- Andlighet (1996)
- Barnet (1998)
- I själens vinterdagar (2008)
- Det nya landet (ungdomsroman)
- Handbok i predikan (flera upplagor)